# Осис, Роберт
Ро́берт О́сис (латыш. Roberts Osis; 1900—1973) — полковник латвийской армии, командир 43-го полка Латышского легиона СС.

## Биография
Родился 18 сентября 1900 года в Риге, в семье ремесленника. Участвовал в Первой мировой войне. С 8 октября 1919 года в составе Латгальской дивизии участвовал в борьбе за независимость Латвии. C 1934 года адъютант военного министра Кришьяниса Беркиса. В 1944 году окончил магистратуру в Латвийском университете.
7 июля 1941 года занял должность помощника начальника департамента самообороны Риги, затем пост начальника службы порядка Риги. Был причастен к акциям холокоста в Латвии.
Был организатором первых полицейских батальонов в Латвии. С июля 1943 года — командир 1-го Рижского латышского полицейского полка. С полком участвовал в боях за Невель. В декабре 1943 года был тяжело ранен. С сентября 1944 года по март 1945 командовал 43-м полком (другие названия — 2-й Латышский, или Имантский полк) 19-й гренадерской дивизии СС.
Незадолго до капитуляции организовал Народный (Курземский) совет «латвийской автономии». Позже позиционировался как министр президентов Народного совета. В связи с капитуляции 8 мая 1945 года Курземской группы, созвать Народный совет не удалось, а сам Осис на германском торпедном катере эвакуировался в Германию, где попал в плен к союзникам.
В ноябре 1945 года освобождён. В Германии работал в Латвийском Центральном Совете и в Латышском временном национальном совете. В 1950-х годах эмигрировал в Англию, проживал в Бёрджесс-Хилл.
Умер 9 апреля 1973 года.